# Julio Alejandro Ibáñez Paredes
Julio Alejandro Ibáñez Paredes (Valparaíso, 23 de febrero de 1913-Santiago de Chile, 26 de febrero de 1992) fue un periodista, crítico de arte, publicista y empresario chileno.

## Biografía
Nació en Valparaíso, su padre fue un Comodoro de la Marina de Valparaíso y su hermano el conocido médico Portero del Club de Fútbol Universidad de Chile, Mario Ibáñez, apodado en el mundo del deporte "El Arquero de la U o la Roja de Chile". 
Se licenció en Periodismo y Administración de Empresas, cursó Arquitectura hasta el cuarto año en la Pontificia Universidad Católica de Valparaíso y hablaba Inglés, Francés y Alemán. Después de finalizar el 4.º curso de arquitectura viajó al sur de Chile con la idea de trabajar y se asentó en la ciudad de Punta Arenas donde conoció a la que fue su mujer Hilda torres Uribe, con la que tuvo 4 hijos, dos de los cuales viven actualmente en España. Además, durante toda su vida fue miembro del Colegio de Periodistas de Chile y del Círculo de Periodistas Deportivos de Chile.

## Carrera profesional
En 1939 llegó a Punta Arenas y comenzó a trabajar como secretario de varios políticos del lugar. Una vez asentado, se dedicó por un lado a la compra de barcos de hierro para su posterior desguace y venta, a la vez que editaba la revista Magallánica Noticias Gráficas, que marcó sus inicios como periodista. Al mismo tiempo, colaboraba en varios programas de radio como comentarista, redactaba una columna semanal para la Vea (revista)) y fue miembro desde su llegada y hasta el final de sus días del club social Los Leones. 
En 1952 vendió su casa, sus tierras y su revista y donó uno de sus barcos de hierro como monumento a la ciudad de Punta Arenas, que tantas cosas buenas le había dado trasladándose a Santiago de Chile como primera residencia y Concón como residencia de verano.
En Santiago trabajó como Subdirector de la agencia de publicidad norteamericana Walter Thompson a la vez que fue Subdirector de la revista artística Radio manía, de tirada mensual, la cual fue fundada por el conocido Lucho Arón. A la espera de su ascenso a Director de la Walter Thompson, decidió abandonar la empresa para crear dos agencias publicitarias, Sol que dirigía su hijo Jorge Ibáñez, que actualmente reside en España y Stentor con su socio y amigo, el ministro Chileno de origen Palestino Rafael Tarud Siwady.
Llegaron a tener cuentas tan importantes como Pepsi américa latina, colchones Rosen, Calaf chocolates, Helados Bresler o la Cabalgata deportiva Gillette en la liga de fútbol,entre otras. En poco tiempo se convirtieron en las agencias publicitarias más rentables y conocidas de la capital y la mayoría de clientes que tenían eran empresas de origen israelí, americano o palestino, ya que después de la Primera y Segunda Guerra Mundial creció la inmigración al país al abrir sus puertas al mercado extranjero. 
Poco después, se encargó de dirigir la campaña de la candidatura a la presidencia de la República de Rafael Tarud Siwady, en unas elecciones que finalmente ganó Salvador Allende Gossens y al que Rafael Tarud posteriormente apoyó incondicionalmente.
Entrevistó también en varias ocasiones al candidato a la presidencia de 1958, su amigo el senador Luis bossay Leiva, entre otros muchos políticos y artistas como el cantante de Boleros chileno Luis Enrique Gatica Silva conocido como "Lucho Gatica" y la cantautora y folclorista peruana Chabuca Granda.
En 1973 unos meses después del golpe de Estado de Pinochet se vio obligado a cerrar las agencias de publicidad por el monopolio que ejercía el nuevo gobierno de la dictadura, pero siguió escribiendo artículos para la multinacional PwC'' Chile y para varias revistas mexicanas durante los años posteriores.
Más tarde, ya en su época de retiro, gestionó la compra, la venta y el alquiler de los apartamentos de las Torres Remodelación San Borja, un negocio inmobiliario del que se ocupó posteriormente su mujer hasta el final de sus días en 2015, y que en la actualidad dirige una de sus hijas.
Falleció tras caer en coma a causa de una negligencia médica el 26 de febrero de 1992 en Santiago, a la edad de 79 años. Su funeral se realizó en la Iglesia de la Veracruz, en acto público y con la presencia de todos los medios de comunicación que llevaron un seguimiento intensivo de todo el proceso.
Actualmente se encuentra enterrado en el Cementerio General de Santiago, a escasos metros de la cantautora Violeta Parra.

Resumen de su carrera profesional cómo periodista y publicista.
| Cargo                                                   | Empresa                                     | lugar             | Años      |
| ------------------------------------------------------- | ------------------------------------------- | ----------------- | --------- |
| Director y Editor                                       | Revista Magallánica Noticias Gráficas       | Punta Arenas      | 1939-1952 |
| Columnista                                              | Revista Vea                                 | Punta Arenas      | 1939-1952 |
| Subdirector                                             | Publicitaria norteamericana Walter Thompson | Santiago de Chile | 1952-1962 |
| Subdirector                                             | Revista Radiomanía                          | Santiago de Chile | 1952-1970 |
| Director y Editor                                       | Agencias Stentor y Sol                      | Santiago de Chile | 1962-1974 |
| Columnista                                              | Multinacional PwC Chile                     | Santiago de Chile | 1952-1975 |
| Director de Campaña Electoral a la Presidencia de Chile | Rafael Tarud Siwady                         | Santiago de Chile | 1970      |